# Рамирес, Давид
Давид Херардо Рамирес Руис (исп. David Gerardo Ramírez Ruiz; 28 мая 1993, Сан-Хосе, Коста-Рика) — коста-риканский футболист, нападающий клуба «Картахинес».

## Биография
Воспитанник клуба «Саприсса». За основной состав команды Рамирес дебютировал в 2013 году. Вместе с «Саприссой» он становился чемпионом страны. Первую половину 2015 года костариканец провел на правах аренды во французском «Эвиане». В нём он выступал вместе со своим соотечественником Ельцином Техедой.

## Сборная
С 2010 по 2013 год Давид Рамирес выступал за молодежную сборную Коста-Рики. В главной команде страны он дебютировал в 2014 году после окончания ЧМ в Бразилии. Первым крупным турниром для футболиста в составе сборной Коста-Рики стал Золотой кубок КОНКАКАФ 2015 года.

## Достижения
- Чемпион Коста-Рики (2): 2014 (лето), 2014 (зима)
- Обладатель Кубка Коста-Рики (1): 2013
- Обладатель Кубка португальской лиги (1): 2016/17